# Béatrice de la Conception
Pour les articles homonymes, voir Béatrice de la Conception (homonymie).
Béatrice de la Conception (1594-1646) est une clarisse espagnole, figure mystique d'un monastère de Salamanque.

## Biographie
Béatrice est née en 1594. Elle était la fille naturelle d'un Grand d'Espagne, le duc de Terranova. Au cours d'une adolescence orageuse, elle se met à simuler une vocation religieuse. Seulement, au fur et à mesure qu'approche l'heure de s'engager dans le cloître, elle prend peur, se désiste, se révolte; et c'est en pleurant qu'elle est introduite de force, par ordre de son père, au monastère de la Purisima Concepción de Salamanque, le 31 octobre 1612. Parmi les moniales franciscaines de stricte observance, la jeune fille fait contre mauvaise fortune bon cœur, et comme en cet âge baroque la réalité rattrape souvent la fiction, elle finit par s'attacher sincèrement à sa nouvelle condition d'épouse du Christ, au point de vivre une authentique expérience spirituelle, marquée par des charismes d'oraison et d'extase. Elle décédera au couvent de Salamanque, le 22 octobre 1646.

## Postérité
Béatrice a consigné son expérience intérieure à l'intérieur de quatre traités, restés manuscrits. Elle y envisage différentes questions de la Mystique, dans le cadre d'une spiritualité affective : la recherche de la perfection comme authentification de la foi; les paroles intérieures comme communication de Dieu à l'âme; l'amour douloureux comme chemin vers l'union transformante avec le divin. Par ailleurs, sa biographie a été rédigée par Sœur Manuela de la Santisima Trinidad, et insérée dans une histoire du monastère, publiée à Salamanque à la fin du XVIIe siècle.  

### Œuvres
- de las hablas que haze Dios al alma en lo mas escondido del centro de ella.
- De otra manera de hablas mas en lo exterior.
- De las pasiones del amor, y quando afligen al alma, y come por medio de esta aflicción es trasformada el alma en su amado Esposo.
- De la fe viva, y en qué consiste la perfección y guarda de ella

### Biographies
- Manuela de la Santisima Trinidad, Fundación del convento de la Purisima Concepción de franciscas Descalzas de la Ciudad de Salamanca, Salamanque, 1696, p. 286-334.
- Joannes a S. Antonio, Bibliotheca universa franciscana, Madrid, 1732-1738, tome I, p. 198.

### Études
- J. Goyens, « Béatrice de la Conception », Dictionnaire de spiritualité ascétique et mystique, Paris, Beauchesne, t. I,‎ 1937, p. 1310 (lire en ligne).